# Drust VII
Drust VII des Pictes roi des Pictes de 724 à 728.

## Biographie
La liste des noms de rois de la Chronique Picte ne le mentionne que sous le simple nom de Drust. Elle lui attribue un règne de 5 ans, conjoint avec Alpin. Les Chroniques d'Irlande permettent d'en connaître quelques détails :
En 724 Il commence à régner après l'entrée dans la vie monastique de Nechtan mac Derile qui était peut être son oncle maternel.Marjorie Anderson estime en effet qu'une sœur de Nechtan avait donné deux fils Drust et Alpin au roi scot Eochaid mac Domangairt.
L'année suivante en 725 Simul mac Drust est emprisonné, En 726 Nechtan mac Derile, sorti de sa retraite, est lui aussi emprisonné par Drust qui est ensuite chassé de son royaume par Alpin.
Enfin en 729 il est vaincu et tué à la Bataille de Druim Derg Blathug par le roi Oengus Ier.

## Sources
- (en) Alfred P. Smyth, Warlords and Holy Men Scotland ad 80~1000, Edinburgh, Edinburgh University Press, 1984, 279 p. (ISBN 0748601007), p. 73-74.
- (en) J.P.M. Calise, Pictish Sourcebook, Documents of Medieval Legend and Dark Age History, Londres, Greenwood Press, 2002, 365 p. (ISBN 0313322953), p. 212  Drest (c.728) (Drest VII, Drust) Pictih king (?724-26).
- (en) William Arthur Cumming, The Age of the Picts, Stroud, Sutton Publishing, 1998 (ISBN 0750916087).
- (en) William Forbes Skene Chronicles Of The Picts,Chronicles Of The Scots, And Other Early Memorials Of Scottish History. H.M General Register House Edinburgh (1867) Reprint par Kessinger Publishings's (2007)  (ISBN 1432551051).